# ORP Jaskółka (1934)
Pour les autres navires du même nom, voir ORP Jaskółka.
L'ORP Jaskółka était un dragueur de mines de la marine polonaise, navire de tête de sa classe. L’ORP Jaskółka a été coulé lors de l’invasion nazie de 1939, au début de la Seconde Guerre mondiale.

## Fabrication
Le navire a été commandé au Chantier naval de la marine polonaise à Gdynia, où la quille a été posée en 1933. Le navire a été lancé le 11 septembre 1934 et mis en service le 27 août 1935,.

## Service
En septembre 1939, le Jaskółka participe à l’effort de guerre, sous le commandement du capitaine Tadeusz Borysiewicz. Le 1er septembre 1939, il participe à une opération de dragage de mines. Il s’engage dans un combat avec des avions allemands en route pour exécuter un bombardement de la péninsule de Hel, dans ce qui est devenu connu sous le nom de bataille de la baie de Dantzig. Au cours de la bataille, son sister-ship l'ORP Mewa a été endommagé. Le 7 septembre, près de la péninsule de Hel, le navire a été soumis à une attaque aérienne massive de la Luftwaffe, au cours de laquelle il a détruit l’un des bombardiers Junkers Ju 87 Stuka. Les 11, 12 et 14 septembre, le navire soutient des troupes au sol engagées dans la bataille avec des tirs de canon. Dans la nuit du 12 septembre, le Jaskółka et l'ORP Czajka tirent sur les positions allemandes. Au cours des deux jours suivants, notamment dans la nuit du 13 septembre les mêmes navires ont installé des mines autour de la péninsule de Hel pour empêcher les navires allemands de bombarder les défenseurs. Le 14 septembre, le Jaskółka a coulé dans le port de Jastarnia. après avoir été touché par une bombe allemande lors d’un raid aérien. L’équipage a survécu sans être blessé. Les Allemands ont mis au rebut l’épave.